# Severinus
Severinus (??, Řím – 2. srpna 640) byl papežem od října 638 (uvádí se i 28. květen 640, což je datum slavnostního uvedení v úřad) až do své smrti.

## Život
Pocházel z vyšších společenských vrstev Říma. Po smrti svého předchůdce Honoria I. byl zvolen papežem 12. října 638. Na potvrzení své volby císařem však musel čekat rok a půl. Poté vykonával svůj úřad pouze dva měsíce. Souhlasil s názory Řehoře I. Velikého na význam mnišství, vážil si rovněž světského kléru, kterému zvýšil plat. Pochovaný byl ve svatopetrské bazilice.